# Fast Lane Addiction
Fast Lane Addiction – album Shannon Curfman z 2007 roku, trzeci w jej karierze album i drugi wydany przez jej własną wytwórnię płytową, Purdy Records.

## Lista utworów
1. „Fast Lane Addiction” (Colett, Conklin, Krizan) – 2:59
2. „Do Me” (Shannon Curfman, Young) – 3:39
3. „Little Things” (Curfman, Grosse, Young) – 3:26
4. „Square In A Circle” (Curfman, DeLeo, DeLeo, Young) – 4:19
5. „Can’t Let You Go” (Curfman, Jameson) – 3:30
6. „Why” (Curfman, Krizan, Young) – 3:51
7. „Tangled” (Curfman, Young) – 4:01
8. „Another” (Curfman, Young) – 3:18
9. „Stone Cold Bitch” – 3:48
10. „Sex Type Thing” – 4:06
11. „I Can’t Wait To Miss You” (Angelo, Curfman) – 4:30

## Wykonawcy
- Shannon Curfman – wokal, gitara
- Jimmy Bones – keyboard
- Eric Hoegemeyer – perkusja
- Aaron Julison – gitara basowa
- Marlon Young – gitara basowa, gitara